# Uralski Uniwersytet Federalny
Uralski Uniwersytet Federalny, właściwie Uralski Uniwersytet Federalny im. pierwszego prezydenta Rosji Borysa Jelcyna (ros. Уральский федеральный университет имени первого Президента России Б. Н. Ельцина) – jeden z największych uniwersytetów w Federacji Rosyjskiej, utworzony w 2009 roku w Jekaterynburgu. Powstał z połączenia dwóch jekaterynburskich uczelni: Uralskiego Państwowego Technicznego Uniwersytetu im. Borysa Jelcyna i Uralskiego Państwowego Uniwersytetu im. Maksima Gorkiego.

## Status uniwersytetu federalnego

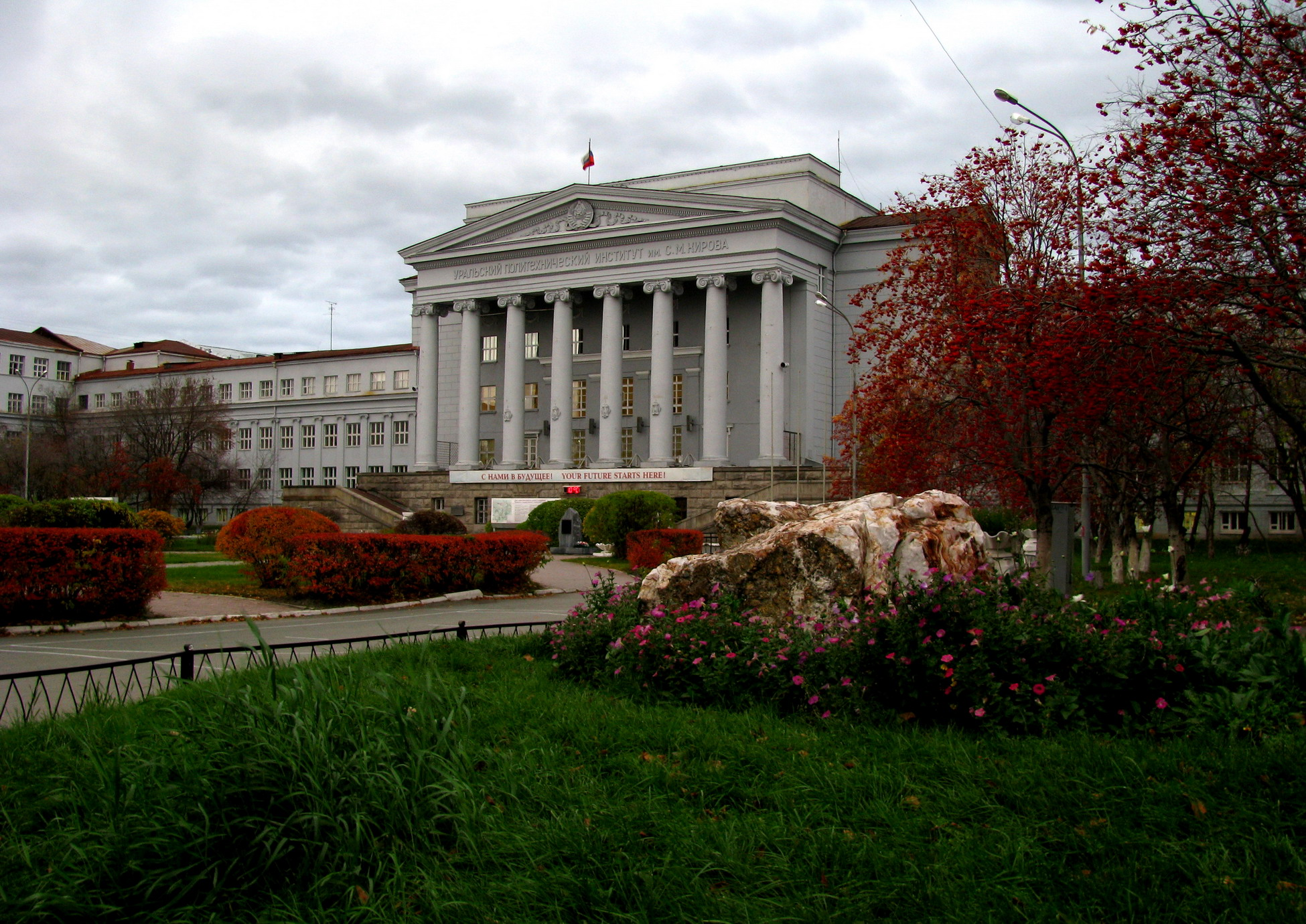
Główny gmach Uralskiego Uniwersytetu Federalnego

W dniu 21 października 2009 roku prezydent Federacji Rosyjskiej Dmitrij Miedwiediew podpisał rozporządzenie tworzące w Jekaterynburgu nowy uniwersytet, Uralski Uniwersytet Federalny. Miał on zostać utworzony na bazie już istniejącego Uralskiego Państwowego Uniwersytetu Technicznego. Stało się to zgodnie z nową polityką władz w Moskwie, mającej na celu utworzenie nowoczesnych uniwersytetów poza tradycyjnymi ośrodkami akademickimi w Moskwie (Uniwersytet Moskiewski) i Petersburgu (Petersburski Uniwersytet Państwowy). Uczelniom tym nadano nazwę uniwersytetów federalnych i oprócz Jekaterynburga utworzono jeszcze: Arktyczny Uniwersytet Federalny w Archangielsku, Kazański Uniwersytet Federalny w Kazaniu, Północno-Wschodni Uniwersytet Federalny w Jakucku i Dalekowschodni Uniwersytet Federalny we Władywostoku. Rząd rosyjski na rozwój programu uniwersytetów federalnych przygotował budżet sięgający 12 miliardów rubli.

## Historia

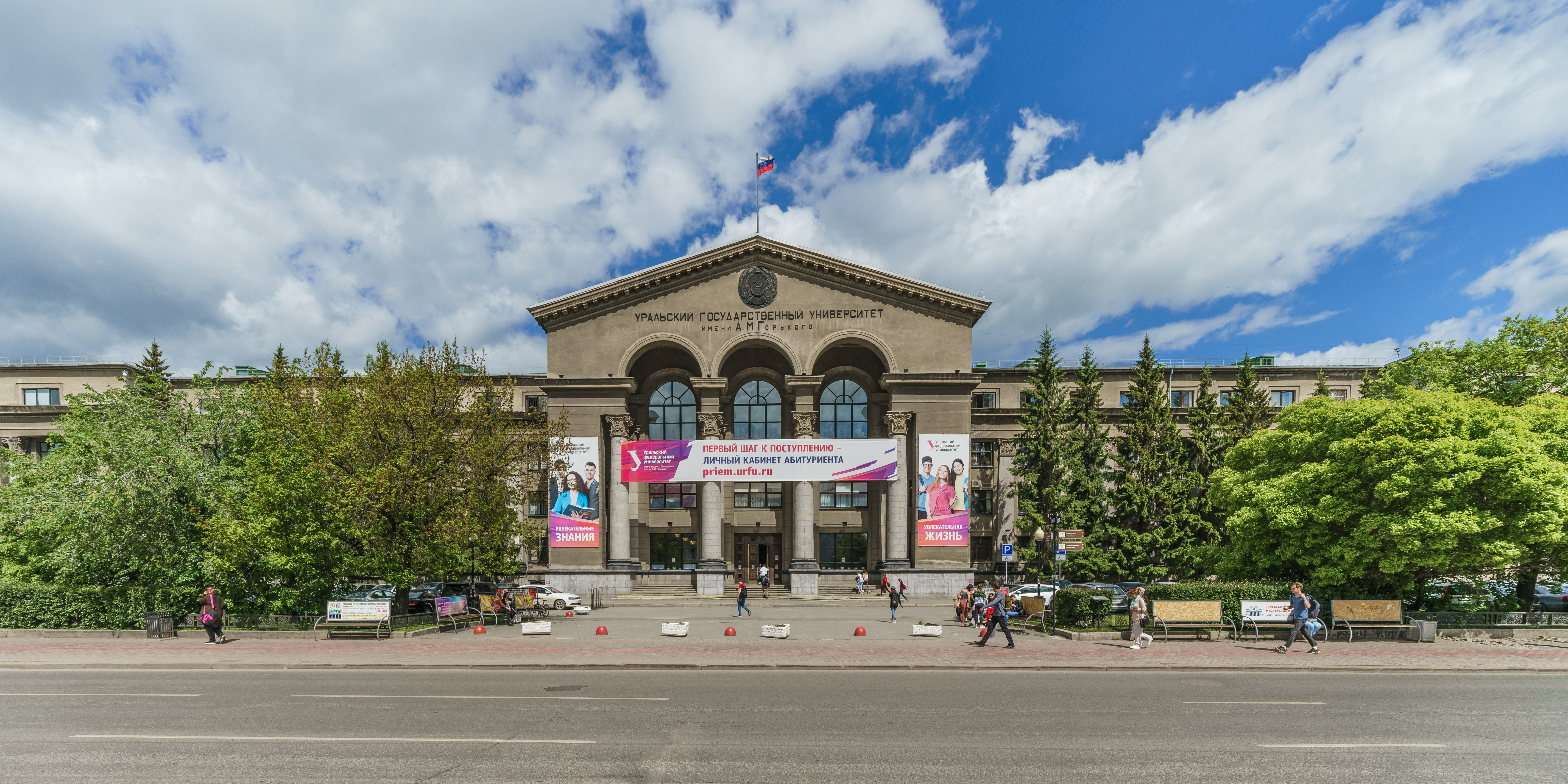
Dawny główny gmach Uralskiego Uniwersytetu Państwowego

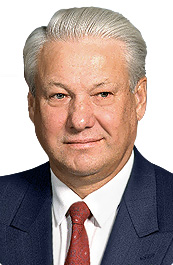
Borys Jelcyn (1931-2007) – patron Uralskiego Uniwersytetu Federalnego

### Początki
Historia szkolnictwa wyższego w Jekaterynburgu rozpoczyna się jeszcze w czasach Imperium Rosyjskiego, przed wybuchem I wojny światowej. Zabiegi o powołanie uniwersytetu na Uralu trwały od końca XIX wieku. W 1911 Ministerstwo Edukacji Imperium zadecydowało o utworzeniu w Jekaterynburgu uniwersytetu. W dniu 3 czerwca 1914 roku decyzję tę zatwierdził imperator Mikołaj II. Wybuch wojny uniemożliwił jednak rozpoczęcie prac uniwersytetu. 19 października 1920 roku z polecenia Włodzimierza Lenina utworzono w mieście Uralski Uniwersytet Państwowy. Z uwagi na rosyjską wojnę domową oraz niestabilność władzy bolszewików początki młodej uralskiej uczelni nie były łatwe. Wkrótce doszło do jej rozbicia na dwa oddzielne wyższe uczelnie: mniejszy Uralski Państwowy Uniwersytet, który miał kształcić studentów w zakresie nauk humanistycznych i nauk przyrodniczych i większy Uralski Państwowy Techniczny Uniwersytet, który miał kształcić inżynierów.

### Uralski Państwowy Uniwersytet
W roku 1936 jego patronem został Maksim Gorki. Oficjalnym mottem uczelni była sentencja zaczerpnięta od św. Tomasza z Akwinu – Homo unius libri timeo (Strzeż się człowieka jednej książki). Uniwersytet był podzielony na czternaście wydziałów: biologii, dziennikarstwa, kulturoznawstwa i sztuki, historii, matematyki i mechaniki, politologii i socjologii, psychologii, fizyki, filologii, filozofii, public relations, chemii, stosunków międzynarodowych i ekonomii. W 2004 został sklasyfikowany wśród dwudziestu pięciu najlepszych uniwersytetów w Rosji przez Rosyjskie Ministerstwo Nauki. W 2007 w rankingu Webometric został uznany za siódmy najlepszy rosyjski uniwersytet. Do znanych absolwentów uniwersytetu należą m.in. Władisław Krapiwin i Ilja Kormilcew. W 2010 roku zakończono proces łączenia dwóch wiodących uniwersytetów w Jekaterynburgu i Uralski Państwowy Uniwersytet przestał istnieć jako niezależna jednostka.

### Uralski Państwowy Techniczny Uniwersytet
Uczelnia od samego początku swego istnienia zyskała wielkie znaczenia dla obwodu swierdłowskiego z uwagi na forsowną politykę industrializacji prowadzoną w Związku Radzieckim pod rządami Józefa Stalina. W trakcie trwania wielkiej wojny ojczyźnianej (1941–1945) uczelnia przeżywała okres szybkiego rozwoju, podobnie jak całe miasto, z uwagi na ewakuację ważniejszych instytucji gospodarczo-naukowych z Leningradu i Moskwy. Po wojnie wraz z rozwojem miasta, rozwijał się także uniwersytet. Ingenium creatio labor było łacińskim uczelni. W końcowej fazie swej działalności uczelnia zatrudniała 2500 nauczycieli akademickich i 500 pracowników naukowych. Funkcjonowały następujące wydziały: metalurgii, inżynierii chemicznej, budownictwa, inżynierii cywilnej, fizyki, inżynierii radiowej, inżynierii elektrycznej, inżynierii cieplnej, inżynierii mechanicznej, ekonomii i zarządzania, nauk wojskowych i humanistyczny. Kształciło się tam około 43 000 studentów. Najbardziej znanym absolwentem Uniwersytetu Technicznego był Borys Jelcyn, który w 1955 roku ukończył Wydział Budownictwa. Od 2008 uczelnia nosiła jego imię. W roku 2010 na jego bazie stworzono Uralski Uniwersytet Federalny.

## Uralski Uniwersytet Federalny

### Uniwersytet obecnie
W 2011 zakończono proces łączenia Uralskiego Państwowego Uniwersytetu i Uralskiego Państwowego Technicznego Uniwersytetu. Obecnie kształci się na nim 57 000 studentów. Zatrudnia on około 3500 nauczycieli akademickich i 650 pracowników naukowych. Uczelnia ma oddziały zamiejscowe w 20 miastach, w tym w Republice Kazachstanu i Uzbekistanie.
Wybrane instytuty Uralskiego Uniwersytetu Federalnego:
- Instytut Edukacji Wojskowej i Ochrony
- Instytut Nauk Humanistycznych i Sztuki
- Instytut Nauk Przyrodniczych
- Instytut Matematyki i Informatyki
- Instytut Metalurgii
- Instytut Radioelektroniki i Technologii Informacyjnych
- Instytut Nauk Społecznych i Politycznych
- Instytut Zarządzania i Biznesu
- Instytut Kultury Fizycznej
- Instytut Edukacji Podstawowej
- Instytut Mechaniki i Budowy Maszyn
- Instytut Inżynierii Cywilnej
- Instytut Inżynierii Fizycznej
- Instytut Inżynierii Chemicznej.